# Junya Ito
Junya Ito (伊東 純也, Ito Junya, Yokosuka, 9 maart 1993) is een Japans voetballer die als flankaanvaller speelt. Hij tekende in de zomer van 2025 een contract bij het Belgische KRC Genk, nadat hij hier van 2019 tot 2022 ook al actief was.

## Clubcarrière

### Japan
Ito schreef zich in 2011 in aan de Kanagawa University waar hij zijn studies kon combineren met voetbal. In 2015 kreeg hij een contractaanbieding van de toenmalige Japanse eersteklasser Ventforet Kofu. Ito maakte dat seizoen een degelijke indruk met 4 goals in 30 wedstrijden, vervolgens tekende hij in 2016 een profcontract bij Kashiwa Reysol. Ito groeide hier uit tot een vaste waarde in het team en werd in 2017 zelfs Japans international. In 2018 kwam hij met zijn club uit in de AFC Champions League, Kashiwa Reysol werd uitgeschakeld in de groepsfase. 2018 werd uiteindelijk wel een teleurstellend jaar voor Ito en zijn club want ondanks zijn eigen goede prestaties kon de degradatie naar de J2 League niet voorkomen worden.

### KRC Genk
In januari 2019, net voor het einde van de transferperiode, werd bekend dat hij bij het Belgische KRC Genk getekend had. Ito wordt voor 1,5 jaar geleend, Genk heeft ook een optie om hem na deze periode definitief aan te trekken. Op 21 februari 2019 maakte hij zijn officieel debuut, Ito mocht in de UEFA Europa League-wedstrijd tegen Slavia Praag in de basis starten en de volle 90 minuten meespelen. Deze wedstrijd ging echter verloren met 1-4. Op 17 maart scoorde hij zijn eerste doelpunt voor Genk in de competitiewedstrijd tegen Zulte-Waregem, daarnaast was hij in deze wedstrijd ook goed voor zijn eerste assist die hij gaf voor Ruslan Malinovski. Op 16 mei 2019 werd hij met Genk landskampioen van België op het veld van RSC Anderlecht. Het seizoen 2019/20 begon zeer goed voor hem en de club doordat eind juli meteen de Belgische supercup werd gewonnen. De start van de competitie en Champions league waren echter moeizaam voor hem onder de nieuwe coach Felice Mazzu. Nadat deze in november vervangen werd door de Duitser Hannes Wolf begon Ito terug beter zijn draai te vinden en groeide hij terug naar zijn niveau van het seizoen daarvoor. Genk maakte op 31 maart 2020 officieel bekend dat het de huurovereenkomst van Ito had omgezet in een definitieve overstap. Ito tekende een contract tot juni 2023. Hij was de enige speler die in het seizoen 2019/20 in alle wedstrijden in actie kwam voor Genk. In april 2021 won hij met Genk de Beker van België door in de finale Standard Luik met 1-2 te verslaan. Ito maakte in de finale het openingsdoelpunt en zette zijn ploeg zo op weg naar de overwinning. Ito begon het seizoen 2022/23 nog bij Genk onder de nieuwe coach Wouter Vrancken. Hij staat in de basis in de eerste competitiewedstrijd op het veld van Club Brugge, Genk verloor deze wedstrijd met 3-2. Na deze wedstrijd raakte bekend dat hij Genk na 3,5 seizoenen zou verlaten.

### Reims
In augustus 2022 raakte bekend dat de Franse eersteklasser Stade de Reims Ito had aangetrokken. Hij tekende er voor 4 seizoenen. Ito wist onder de Spaanse coach Óscar García meteen een basisplaats te veroveren en uit te groeien tot een belangrijke speler voor de club. Ook nadat García ontslagen werd en assistent-coach Will Still gepromoveerd werd tot hoofdcoach bleef Ito belangrijk voor de ploeg. Hij sloot zijn eerste seizoen bij Reims af met 6 goals en 5 assists in de Ligue 1. Zijn derde seizoen, het seizoen 2024/25, verliep moeilijker. Ondanks dat Ito zijn basisplaats in het elftal wist te behouden moest de club het hele seizoen vechten tegen de degradatie. Deze degradatie kon uiteindelijk niet voorkomen worden waardoor Reims zakte naar de Ligue 2.

### Terugkeer naar Genk
Op 9 augustus 2025 maakte zijn ex-club Genk bekend dat het Ito terughaalde naar de Belgische eerste klasse. Ito tekende een driejarig contract en kreeg het rugnummer 10 aangeboden.

## Clubstatistieken

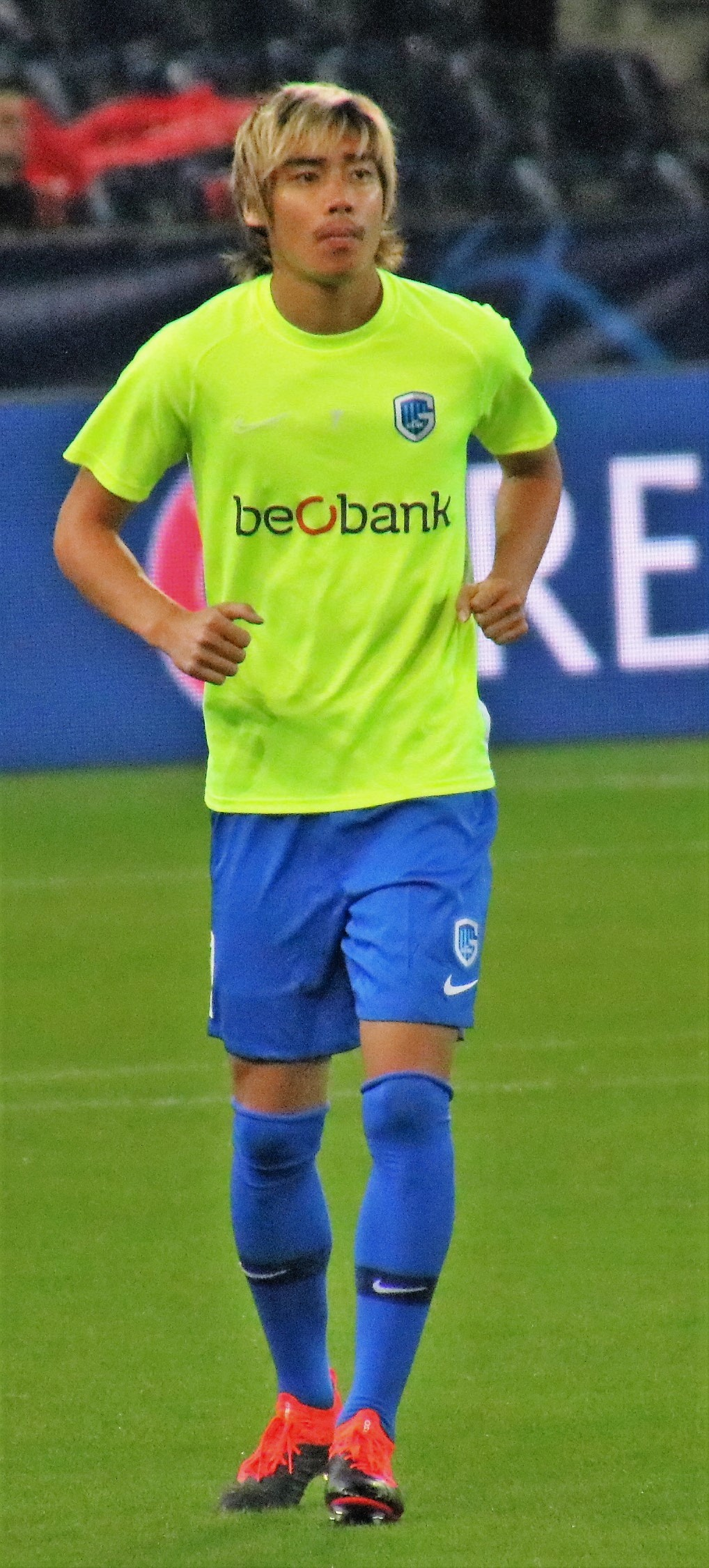
Ito tijdens de opwarming voorafgaand aan een wedstrijd voor KRC Genk.

| Seizoen     | Club           | Land            | Competitie         | Competitie | Competitie | Beker | Beker | Internationaal | Internationaal | Totaal | Totaal |
| Seizoen     | Club           | Land            | Competitie         | Wed.       | Dlp.       | Wed.  | Dlp.  | Wed.           | Dlp.           | Wed.   | Dlp.   |
| ----------- | -------------- | --------------- | ------------------ | ---------- | ---------- | ----- | ----- | -------------- | -------------- | ------ | ------ |
| 2015        | Ventforet Kofu | Vlag van Japan  | J1 League          | 30         | 4          | 8     | 0     | —              | —              | 28     | 4      |
| Club Totaal | Club Totaal    | Club Totaal     | Club Totaal        | 30         | 4          | 8     | 0     | 0              | 0              | 38     | 4      |
| 2016        | Kashiwa Reysol | Vlag van Japan  | J1 League          | 33         | 7          | 8     | 0     | —              | —              | 41     | 7      |
| 2017        | Kashiwa Reysol | Vlag van Japan  | J1 League          | 34         | 6          | 8     | 0     | —              | —              | 42     | 6      |
| 2018        | Kashiwa Reysol | Vlag van Japan  | J1 League          | 34         | 6          | 1     | 1     | 6              | 2              | 41     | 8      |
| Club Totaal | Club Totaal    | Club Totaal     | Club Totaal        | 101        | 19         | 17    | 1     | 6              | 2              | 124    | 22     |
| 2018/19     | → KRC Genk     | Vlag van België | Jupiler Pro League | 13         | 3          | 0     | 0     | 1              | 0              | 14     | 3      |
| 2019/20     | → KRC Genk     | Vlag van België | Jupiler Pro League | 29         | 5          | 3     | 1     | 6              | 0              | 38     | 6      |
| 2020/21     | KRC Genk       | Vlag van België | Jupiler Pro League | 38         | 11         | 4     | 1     | —              | —              | 32     | 12     |
| 2021/22     | KRC Genk       | Vlag van België | Jupiler Pro League | 39         | 8          | 1     | 0     | 8              | 0              | 48     | 8      |
| 2022/23     | KRC Genk       | Vlag van België | Jupiler Pro League | 1          | 0          | 0     | 0     | —              | —              | 1      | 0      |
| Club Totaal | Club Totaal    | Club Totaal     | Club Totaal        | 120        | 27         | 8     | 2     | 15             | 0              | 143    | 29     |
| Totaal      | Totaal         | Totaal          | Totaal             | 251        | 50         | 33    | 3     | 21             | 2              | 305    | 55     |

## Japans voetbalelftal
Junya Ito maakte op 12 december 2017 zijn debuut in het Japans voetbalelftal tijdens een wedstrijd om het Oost-Aziatisch kampioenschap voetbal 2017 tegen Noord-Korea. Op 11 september 2018 scoorde hij zijn eerste interlandgoal in de wedstrijd om de Kirin Cup tegen Costa Rica. Ito zat ook in de selectie van Japan dat uitkwam op het Aziatisch kampioenschap voetbal 2019, hier schopte hij het met zijn land tot in de finale, deze werd echter met 1-3 verloren tegen Qatar. Ito mocht in deze finale in de 84ste minuut invallen.

## Statistieken
| Japans voetbalelftal | Japans voetbalelftal | Japans voetbalelftal |
| Jaar                 | Wed.                 | Dlp.                 |
| -------------------- | -------------------- | -------------------- |
| 2017                 | 3                    | 0                    |
| 2018                 | 4                    | 2                    |
| 2019                 | 10                   | 0                    |
| 2020                 | 4                    | 0                    |
| 2021                 | 10                   | 5                    |
| 2022                 | 4                    | 2                    |
| Totaal               | 35                   | 9                    |

## Palmares
| Competitie           |          |          |          |          |
| Competitie           | Aantal   | Jaren    |          |          |
| KRC Genk             | KRC Genk | KRC Genk | KRC Genk | KRC Genk |
| -------------------- | -------- | -------- | -------- | -------- |
| Belgisch kampioen    | 1x       | 2018/19  |          |          |
| Belgische Supercup   | 1x       | 2019     |          |          |
| Beker van België     | 1×       | 2020/21  |          |          |
| Individueel          |          |          |          |          |
| Pro Assist           | 1x       | 2021/22  |          |          |
| Goal van het seizoen | 1x       | 2021/22  |          |          |